# Atenienses de Manatí (pallavolo)
Le Atenienses de Manatí sono una franchigia pallavolistica femminile portoricana, con sede a Manatí: militano nella Liga de Voleibol Superior Femenino.

## Storia
Le Atenienses de Manatí vengono fondate nel 2022, quando il titolo delle Grises de Humacao viene traslato alla città di Manatí, esordendo quindi in Liga de Voleibol Superior Femenino nel 2022. Nella Liga de Voleibol Superior Femenino 2024 raggiungono per la prima volta la finale scudetto, sconfitte della Cangrejeras de Santurce.

## Rosa 2025
| N° | Nome                  | Ruolo | Data di nascita  | Nazionalità sportiva |
| -- | --------------------- | ----- | ---------------- | -------------------- |
| 1  | Dalianliz Rosado      | L     | 17 novembre 1995 | Porto Rico           |
| 2  | Ariana Pagán          | S     | 29 dicembre 2001 | Porto Rico           |
| 3  | Yeleishka Vázquez     | P     | 21 ottobre 1995  | Porto Rico           |
| 6  | Yaleimid Correa       | L     | 14 marzo 2002    | Porto Rico           |
| 8  | Jonnalys Matos        | C     | 17 agosto 1991   | Porto Rico           |
| 9  | Julianna Askew        | P     | 23 agosto 2001   | Porto Rico           |
| 10 | Dariana Hollingsworth | O     | 17 giugno 1999   | Porto Rico           |
| 11 | Mildrelis Rodríguez   | S     | 1º aprile 1997   | Porto Rico           |
| 13 | Chareika Carrión      | S     | 26 aprile 2005   | Porto Rico           |
| 19 | Karla Santos          | S     | 28 novembre 1997 | Porto Rico           |
| 22 | Tristin Savage        | C     | 28 luglio 1999   | Stati Uniti          |
| 24 | Jovyrelis Ayala       | O     | 26 aprile 2001   | Porto Rico           |
| 25 | Solimar Cestero       | S     | 8 settembre 2000 | Porto Rico           |
| 26 | Kjersti Strong        | C     | 20 agosto 2002   | Stati Uniti          |